# شهرستان جعفرآباد
شهرستان جعفرآباد یکی از شهرستان‌های استان قم ایران است. مرکز این شهرستان، شهر جعفریه است.
این شهرستان در ۲۰ اردیبهشت ۱۴۰۰ از شهرستان قم جدا شد و مستقل گردید.

## موقعیت جغرافیایی
شهرستان جعفرآباد از شمال با شهرستان ساوه استان مرکزی، از غرب با شهرستان تفرش استان مرکزی و از جنوب تا شرق با شهرستان قم همسایه است.

## تقسیمات کشوری
شهرستان جعفرآباد دارای ۲ بخش، ۴ دهستان و ۲شهر به شرح زیر است:
| بخش   | مرکز بخش | جمعیت بخش ۱۳۹۵ | نام دهستان | مرکز دهستان | جمعیت دهستان ۱۳۹۵ | شهر    | جمعیت شهر ۱۳۹۵ |
| ----- | -------- | -------------- | ---------- | ----------- | ----------------- | ------ | -------------- |
| مرکزی | جعفریه   | ۱۹٬۰۶۳ نفر     | جعفرآباد   | جعفرآباد    | ۶٬۴۰۵ نفر         | جعفریه | ۹٬۳۸۷ نفر      |
| مرکزی | جعفریه   | ۱۹٬۰۶۳ نفر     | باقرآباد   | باقرآباد    | ۳٬۲۷۱ نفر         | جعفریه | ۹٬۳۸۷ نفر      |
| قاهان | قاهان    | ۲٬۹۰۰ نفر      | قاهان      | قاهان       | ۲٬۱۸۶ نفر         | قاهان  | ۲٬۱۸۶ نفر      |
| قاهان | قاهان    | ۲٬۹۰۰ نفر      | کهندان     | کهندان      | ۷۱۴ نفر           | قاهان  | ۲٬۱۸۶ نفر      |

## جمعیت
بر پایه سرشماری عمومی نفوس و مسکن در سال ۱۳۹۵، جمعیت شهرستان جعفرآباد برابر با ۲۱٬۹۶۳ نفر بوده است.